# فیروزآباد (اردبیل)
فیروزآباد یک منطقهٔ مسکونی در ایران است که در دهستان فولادلوی جنوبی واقع شده‌است. براساس سرشماری مرکز آمار ایران در سال ۱۳۹۵، فیروزآباد ۸۰ نفر جمعیت دارد.